# Mamane Souley
Mamane Souley (* 30. Januar 1965 in Niamey; auch Maman Souley) ist ein nigrischer Offizier.

## Leben
Mamane Souley ging auf Grundschulen in Hamdallaye, Gaya, Birni N’Gaouré und Boubon. Seine Mittelschulausbildung, die er mit einem Baccalauréat abschloss, absolvierte er an der Militärschule in Bingerville in der Elfenbeinküste. Souley wurde 1984 Mitglied der Streitkräfte Nigers. Er besuchte von 1984 bis 1987 die Militärakademie in Antsirabe in Madagaskar und von 1988 bis 1989 die Infanterieschule in Montpellier in Frankreich. Anschließend wurde er zum Leutnant ernannt.
Souley nahm von 1990 bis 1991 als Teil der nigrischen Einheit am Golfkrieg teil. Ab 1993 arbeitete er, bald mit dem Dienstgrad eines Hauptmanns, als Ausbildner am Ausbildungszentrum der Streitkräfte in Tondibiah, dessen Kommando er im März 1995 übernahm. Im Dezember 1995 wurde er stattdessen Kommandant im Ausbildungszentrum der Streitkräfte in Agadez. Er wechselte 1997 als Kommandant zur 134. motorisierten Sahara-Kompanie in Tahoua und wurde im darauffolgenden Jahr zum Major befördert. Ab 1. März 1999 wirkte er als Offizier beim 13. teilstreitkräfteübergreifenden Bataillon.
Nigers Staatspräsident Ibrahim Baré Maïnassara kam am 9. April 1999 bei einem Militärputsch ums Leben. Mamane Souley wurde in den am 11. April 1999 gebildeten, 14-köpfigen Rat der nationalen Versöhnung berufen, der als Militärjunta das Land bis zur Machtübergabe an eine demokratisch gewählte und zivile Regierung im Dezember 1999 beherrschte. Souley leitete ab 15. Mai 1999 als Korpschef die Versorgungsgruppe der Streitkräfte.
Im Mai 2003, unter Staatspräsident Mamadou Tandja, wurde er Korpschef im Ausbildungszentrum Tondibiah. Am 1. August 2005 übernahm er die Leitung der Militärschule Prytanée Militaire de Niamey. Staatspräsident Tandja, der sich länger als die zwei vorgesehenen Amtszeiten an der Macht halten wollte, wurde bei einem Militärputsch am 18. Februar 2010 abgesetzt. Mamane Souley, der zwischenzeitlich den Rang eines Oberstleutnants erreicht hatte, wurde Mitglied der neuen Militärjunta, des Obersten Rats für die Wiederherstellung der Demokratie. Um für die Junta zu werben, unternahm er Auslandsreisen, so zu Präsidentin Ellen Johnson Sirleaf nach Liberia und zu Präsident Laurent Gbagbo in die Elfenbeinküste.
Der Oberste Rat für die Wiederherstellung der Demokratie gab im Januar 2011 die Macht an den neuen nigrischen Staatspräsidenten Mahamadou Issoufou ab. Souley wurde 2012 Direktor für auswärtige Beziehungen und Militärkooperation im Verteidigungsministerium.

## Ehrungen
- Tapferkeitskreuz mit Stern[1]